# Aerovagon
Aerovagon (rusko Аэроваго́н, аэродрези́на) je bil eksperimentalno visokohitrostno tirno vozilo, ki ga je poganjal letalski motor s propelerjem. Zasnoval ga je ruski inženir Valerian Abakovski. 
24. julija 1921 je vozilo pri visoki hitrosti iztirilo, pri tem je umrlo 6 od 22 potnikov. 

## Podobna vozila
- Nemški Schienenzeppelin je prav tako uporabljal propeler, dosegel je 230 km/h
- M-497 Black Beetle uporablja reaktivni motor, dosegel 295 km/h
- Reaktivni vlak,  250 km/h